# Manuel Acién
Manuel Pedro Acién Almansa (Almería, 1950 -Brasil, 5 de agosto de 2013) fue un arqueólogo, arabista y profesor universitario español, especialista en el periodo andalusí de la historia de España.

## Biografía
Doctorado en Historia por la Universidad de Málaga  (1978) con la tesis, Últimos años del Reino Nazari de la Serranía , se especializó en historia medieval española, y más concretamente en la epigrafía, la cerámica y la arquitectura de Al-Ándalus. Fue profesor de historia de arqueología medieval en la Universidad de Málaga, considerado uno de los más destacados historiadores de Al-Ándalus. Sus trabajos sobre las técnicas constructivas y la cerámica andalusí fueron pioneros y base para la comprensión del arte musulmán en la península ibérica. También lo fue al entroncar los estudios arqueológicos medievales con una reflexión sobre la historia de Al-Ándalus. Así, junto con Pierre Guichard, marcó un hito en la comprensión del periodo medieval de la cultura islámica, situando la importancia del entorno urbano y el espacio privado de esta cultura. De sus trabajos en la recuperación del patrimonio histórico, destacó la dirección, junto con Rafael Martín, de la restauración de la Alcazaba de Málaga.

## Obras
Además de decenas de artículos en revistas especializadas, publicó:
- Entre el feudalismo y el Islam: 'Umar Ibn Hafsun' en los historiadores, en las fuentes y en la historia (1997)
- Estudios sobre cementerios islámicos andalusíes (1995)
- Catálogo de las inscripciones árabes del Museo de Málaga (1982, junto con María Antonia Martínez Núñez)
- Ronda y su serranía en tiempo de los Reyes Católicos (1979, 3 volúmenes)